# Списак савезних председника Аустрије
Савезни председник Аустрије је шеф државе Аустрије. Тренутни (од 2004) председник је Хајнц Фишер.
Функција савезног председника је махом церемонијалног карактера. Бира се на период од шест година и може бити поново биран једном. Ниједан досадашњи председник није изгубио реизбор. 

## Списак председника
| Портрет                    | Име                        | Животни вијек                             | Преузео службу             | Напустио службу            | Политичка странка             |
| Прва република (1918–1938) | Прва република (1918–1938) | Прва република (1918–1938)                | Прва република (1918–1938) | Прва република (1918–1938) | Прва република (1918–1938)    |
| -------------------------- | -------------------------- | ----------------------------------------- | -------------------------- | -------------------------- | ----------------------------- |
|                            | Карл Зајц                  | 4.септембар 1869. - 3.фебруар 1950.       | 4.март 1919                | 10.новембар 1920           | СПО                           |
|                            | Михаел Хаиниш              | 15. август 1858. - 26. фебруар 1940       | 9. децембар 1920           | 10. децембар 1928          | независни                     |
|                            | Вилхелм Миклас             | 15. октобар 1872. - 20. март 1956         | 10. децембар 1928          | 13. март 1938              | ЦС                            |
| Друга република (од 1945)  |                            |                                           |                            |                            |                               |
|                            | Карл Ренер                 | 14. децембар 1870 - 31. децембар 1950     | 20. децембар 1945          | 31. децембар 1950          | СПО                           |
|                            | Теодор Кернер              | 23. април 1873. - 4. јануар 1957          | 21. јун 1951               | 4. јануар 1957             | СПО                           |
|                            | Адолф Шерф                 | 20. април 1890. - 28. фебруар 1965        | 22. мај 1957               | 28. фебруар 1965           | СПО                           |
|                            | Франц Јонас                | 4. октобар 1899. - 24. април 1974         | 9. јун 1965                | 24. април 1974             | СПО                           |
|                            | Рудолф Кирхшлегер          | 20. март 1915. - 30. март 2000            | 8. јули 1974               | 8. јули 1986               | независни (номиновао SPÖ)     |
|                            | Курт Валдхајм              | 21. децембар 1918. - 14. јун 2007. године | 8. јули 1986               | 8. јули 1992               | независни (номиновао ÖVP)     |
|                            | Томас Клестил              | 4. новембар 1932. - 6. јул 2004           | 8. јули 1992               | 6. јули 2004               | ОВП независни                 |
|                            | Хајнц Фишер                | рођен 9. октобра 1938                     | 8. јули 2004               | 8. јул 2016.               | СПО независни                 |
|                            | Алекандер Фан дер Белен    | рођен 18. јануара 1944                    | 26. јануар 2017            | Тренутно                   | независни (подржан од Зелени) |